# Villa Stülpnagel

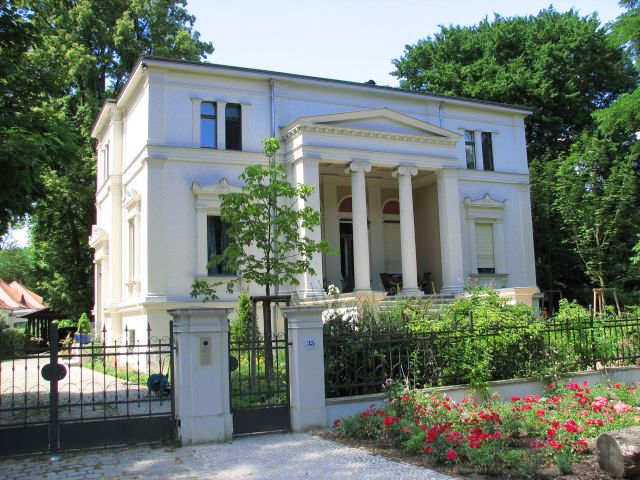
Villa Stülpnagel, Am Neuen Garten 35

Die Villa Stülpnagel, auch Villa Julitz, ist ein denkmalgeschütztes Wohngebäude im Potsdamer Stadtteil Nauener Vorstadt, Am Neuen Garten 35.

## Geschichte
Die ursprünglich eingeschossige Villa in der damaligen Albrechtstraße 17 (später 25) entstand 1874/75 für Auguste Julitz, geborene Schulz, Ehefrau des Berliner Hof-Traiteurs Ernst Julitz. Die Potsdamer Adressbücher der 1870er Jahre weisen den nicht im Haus wohnenden Potsdamer Architekten gleichen Namens, Ernst Julitz, als Eigentümer aus. Nach Wolfgang Brönner war der Architekt auch der Bauherr und Ludwig Heck der ausführende Zimmermeister. Im Adressbuch für 1882 erscheint unter „Albrechtstraße 25“ der Berliner Hof-Traiteur Ernst Julitz als Eigentümer. Die Familie veräußerte das Anwesen 1890 an den Berliner Kaufmann Heinrich Ludwig Eduard Fischer. Laut Adressbuch für 1894 ging es anschließend an den Berliner Kaufmann Albert Schubert und laut Adressbuch für 1900 an den Berliner Buchhändler Raimund Mitscher. 
Ab 1903 war Rittmeister z. D. Hans von Decker Eigentümer und die Villa etwa von 1907 bis 1910 an den Kammerherrn des Kronprinzen Wilhelm, Hauptmann Ferdinand Wolf von Stülpnagel (1873–1938) vermietet. Spätestens ab 1912 gehörte das Anwesen den von Decker’schen Erben. Laut Eintrag im Adressbuch war die Villa 1917 „verschlossen“ und 1919 wohl immer noch nicht bewohnt. Im Adressbuch für 1922 ist Rittergutsbesitzer Graf Rothkirch aus dem schlesischen Boberstein (heute Bobrów, Ortsteil der Gemeinde Mysłakowice) Eigentümer und spätestens 1925 Francis Pfotenhauer, Ehemann der Charlotte Sascha Pfotenhauer, geborene von Decker. Sie war Eigentümerin des schlesischen Rittergutes Dittersbach (Oberhof) in der Gemeinde Herzogswaldau, Landkreis Lüben und 1932 auch der Potsdamer Villa.
Im Juni 1933 kaufte Kammerherr und Hauptmann a. D. Ferdinand Wolf von Stülpnagel das Anwesen und ließ das Haus durch die Architekten Estorff und Winkler um ein Halbgeschoss aufstocken. Die Familie bewohnte es bis 1945. Unmittelbar nach der Potsdamer Konferenz im nahegelegenen Schloss Cecilienhof beschlagnahmte die Sowjetische Militäradministration in Deutschland (SMAD) im August 1945 das Gebiet zwischen Pfingstberg und dem Neuen Garten. Wie die Witwe Marta von Stülpnagel, geborene von Wietersheim (1885–1959), mussten alle Bewohner des Viertels ihre Häuser verlassen. Auf dem 16 Hektar großen, hermetisch abgeriegelten Areal wurde die Deutschlandzentrale der Militärspionageabwehr des sowjetischen Geheimdienstes (MGB), ab 1954 KGB, eingerichtet, das „Militärstädtchen Nr. 7“. Die Villa Stülpnagel diente als Kommandozentrale. Die Straße wurde in „Uliza Bibliotetschnaja“ (Bibliotheksstraße) umbenannt.
Nach der Wende und dem Abzug der Geheimdiensteinheiten sowie der russischen Armee 1994 verwaltete das Bundesvermögensamt die Liegenschaft. Ein Mitglied der Familie Stülpnagel erwarb das Anwesen zurück und ließ es sanieren. Als erster Mieter nach Abschluss der Arbeiten bewohnte es von 1999 bis 2002 der damals niederländische Gesandte Michiel Den Hond.

## Architektur
Die im spätklassizistischen Stil errichtete Villa ist eineinhalbgeschossig auf hohem Sockel mit flachem Walmdach. Der fünfachsige, kubische Bau öffnet sich zur Straßenseite durch eine risalitartig vorspringende Loggia mit ionischen Säulen und flachem Dreiecksgiebel, der ursprünglich mit Akroterien bekrönt war. Der Loggia ist eine breite Freitreppe mit seitlichen Wangen vorgelagert, die in den Vorgarten führt. Der Eingangsbereich liegt auf der Südseite. Die Felder der zweiflügeligen Kassettentür schmücken Rosetten. Die Tür sowie die hochrechteckigen Fenster des Hochparterres sind mit Pilastern und Verdachungen eingefasst, die in der Mitte und an den Ecken in Form von ornamentierten Akroterien ausgebildet sind. Die Doppelfenster des Halbgeschosses gliedern schlicht gehaltene Pilaster.